# WTA-toernooi van Montréal (Classic)
Het WTA-toernooi van Montréal (Classic) was een tennistoernooi voor vrouwen dat van 1978 tot en met 1982 plaatsvond in de Canadese stad Montréal.
De WTA organiseerde het toernooi, dat werd gespeeld op hardcourtbanen.
Er werd door 32 deelneemsters per jaar gestreden om de titel in het enkelspel, en door 16 paren om de dubbelspeltitel.

## Officiële namen
| feb 1978  | Avon Futures of Montreal          |
| sep 1978  | World Tennis Classic              |
| 1979      | Avon Futures of Montreal          |
| 1980      | Player's Challenge Classic        |
| 1981–1982 | Avon Futures of Montreal / Canada |

## Finales

### Enkelspel
| Datum      | Naam                       | ($)     | Ondergrond        | Winnares            | Verliezend finaliste | Uitslag       | bron  |
| ---------- | -------------------------- | ------- | ----------------- | ------------------- | -------------------- | ------------- | ----- |
| 1978-02-13 | Avon Futures of Montreal   | 20.000  | hardcourt, binnen | Hana Strachoňová    | Stephanie Tolleson   | 4-6, 6-1, 7-5 | [ 2 ] |
| 1978-09-18 | World Tennis Classic       | 40.000  | hardcourt, binnen | Caroline Stoll      | Françoise Dürr       | 6-3, 6-2      | [ 3 ] |
| 1979-02-05 | Avon Futures of Montreal   | 25.000  | hardcourt, binnen | Hana Mandlíková     | Leslie Allen         | 7-6, 6-2      | [ 4 ] |
| 1980-07-14 | Player's Challenge Classic | 100.000 | hardcourt, buiten | Martina Navrátilová | Greer Stevens        | 6-2, 6-1      | [ 5 ] |
| 1981-01-19 | Avon Futures of Montreal   | 30.000  | hardcourt, binnen | Kathleen Horvath    | Candy Reynolds       | 6-4, 7-6      | [ 6 ] |
| 1982-01-18 | Avon Futures of Canada     | 40.000  | hardcourt, binnen | Glynis Coles        | Leigh-Anne Thompson  | 6-4, 6-4      | [ 7 ] |

### Dubbelspel
| Datum      | Naam                       | ($)           | Ondergrond        | Winnaressen                    | Verliezend finalistes         | Uitslag        | bron          |
| ---------- | -------------------------- | ------------- | ----------------- | ------------------------------ | ----------------------------- | -------------- | ------------- |
| 1978-02-13 | Avon Futures of Montreal   | 20.000        | hardcourt, binnen | Ann Kiyomura Laura duPont      | Mimmi Wikstedt Jane Stratton  | 6-4, 3-6, 6-4  | [ 2 ]         |
| 1978-09-18 | World Tennis Classic       | 40.000        | hardcourt, binnen | Julie Anthony Billie Jean King | Ilana Kloss Marise Kruger     | 6-4, 6-4       | [ 3 ]         |
| 1979-02-05 | Avon Futures of Montreal   | 25.000        | hardcourt, binnen | Marjorie Blackwood Kym Ruddell | Raquel Giscafré Jane Stratton | 6-4, 3-6, 6-4  | [ 4 ]         |
| 1980-07-14 | Player's Challenge Classic | 100.000       | hardcourt, buiten | Pam Shriver Anne Smith         | Ann Kiyomura Greer Stevens    | 3-6, 6-6, opg. | [ 5 ]         |
| 1981       | geen toernooi              | geen toernooi | geen toernooi     | geen toernooi                  | geen toernooi                 | geen toernooi  | geen toernooi |
| 1982-01-18 | Avon Futures of Canada     | 40.000        | hardcourt, binnen | Marjorie Blackwood Susan Leo   | Diane Desfor Barbara Jordan   | 6-2, 6-4       | [ 7 ]         |

ITF-toernooien (mannen en vrouwen)

ATP-toernooien (mannen) – ATP-seizoen 2025

WTA-toernooien (vrouwen) – WTA-seizoen 2025

Voormalige toernooien mannen
Voormalige toernooien vrouwen
Voormalige amateurtoernooien